# چوی یو-ری
چوی یو-ری (به انگلیسی: Choi Yu-ree) (زاده ۲۴ نوامبر ۱۹۹۸) خواننده، ترانه‌سرا اهل کره جنوبی است.